# 224 Oceana
Oceana (asteroide 224) é um asteroide da cintura principal com um diâmetro de 61,82 quilómetros, a 2,5227878 UA. Possui uma excentricidade de 0,0460098 e um período orbital de 1 570,71 dias (4,3 anos).
Oceana tem uma velocidade orbital média de 18,31573466 km/s e uma inclinação de 5,83838º.
Este asteroide foi descoberto em 30 de Março de 1882 por Johann Palisa.
Este asteroide recebeu este nome em homenagem ao Oceano Pacífico.